# Batalla de Tapso
La batalla de Tapso fue un enfrentamiento armado librado entre cesarianos y pompeyanos durante la segunda guerra civil de la República romana, en 46 a. C. El ejército del Senado, dirigido por Quinto Cecilio Metelo Escipión y su aliado Juba I, rey de Numidia, se encontró con el de Cayo Julio César, quien terminó por imponerse. Con esta victoria, César pacificó África y anexó Numidia a la República.

## Antecedentes

### Resistencia pompeyana
Mientras Cneo Pompeyo Magno era asesinado en Egipto (28 de septiembre de 48 a. C.) cuando buscaba refugio tras su derrota en Farsalia (9 de agosto), sus lugartenientes, decididos a no rendirse, organizaron la resistencia en África, donde contaban con el apoyo del rey Juba I, quien como su padre antes de él, había llegado al trono gracias a la intervención de Pompeyo. Entre los pompeyanos destacaban Quinto Cecilio Metelo Escipión, Marco Porcio Catón el Joven, Tito Labieno, Lucio Afranio, Marco Petreyo y Publio Atio Varo. Contaban con los restos del ejército vencido en Farsalia. Cuando Catón desembarcó en Útica (4 de abril de 47 a. C.) se le ofreció el mando, pero lo rechazó por respeto a Metelo Escipión, quien era mayor. Catón guarneció Útica, desde donde recibía noticias de la península itálica y formaba un Senado de trescientos miembros. Mientras Escipión marchaba a Adrumeto (actual Susa) con el ejército. Petreyo y Afranio formaron otras concentraciones menores vigilando puntos separados mientras sus flotas vigilaban la ruta entre África y Sicilia.
A inicios de noviembre, enviaron al hijo de su fenecido líder, Cneo Pompeyo el Joven, tan vilipendiado por Catón, a tomar Ascurum, en el Reino de Mauritania, con dos mil esclavos y libertos, pero cuando Pompeyo intento asaltarla los defensores salieron sorpresivamente y le hicieron huir a las Baleares, islas que sí conquistó y desde donde vigilaba los acontecimientos de Hispania, donde la crueldad del gobernador cesariano, Quinto Casio Longino, había producido una rebelión a fines del año anterior. La expedición de Cneo enfureció al rey Boco II de Mauritania, decidiéndolo a invadir Numidia y apoyar a César. Algo con enormes consecuencias en la guerra, pues mientras César se enfrentaba a Escipión en Ruspina, Juba debía enviar la mitad de sus fuerzas a proteger su reino.
Por su parte, César, después de entronizar a Cleopatra en Egipto y derrotar a Farnaces II del Ponto volvió a Roma, sumida en la anarquía por la incompetente administración del magister equitum Marco Antonio. De no haber pasado año y medio en Oriente, probablemente los pompeyanos no hubieran podido reorganizarse.

### Motín
Cuando César llegó a Roma (11 de agosto), los disturbios civiles se habían apaciguado pero la X legión acantonada en las cercanías se amotinó porque no se le entregaron las tierras prometidas ni se había licenciado a los soldados, que ya habían cumplido sus años de servicio. Su general les prometió mil dracmas a cada uno para que siguieran a su servicio, pero se negaron. Los legionarios sabían que los necesitaba así que esperaban una oferta mayor.
A las puertas de Roma, acompañado por algunas cohortes de Antonio, el 29 de agosto César se presentó personalmente ante ellos y les preguntó qué querían. Los soldados presentaron sus demandas y la respuesta del caudillo fue: «¡Los despido!», y añadió: «¡Y les daré todo lo que les prometí cuando triunfe con otros soldados!». Al hacerlos sentir reemplazables, los veteranos se sintieron humillados y empezaron a reclamar pero César permaneció mudo hasta que sus oficiales lo instaron a responder. El general les dijo: «ciudadanos» (quirites), no «compañeros soldados» (conmilitones), dando a entender que estaban licenciados. Los legionarios gritaron: «¡Nosotros no somos ciudadanos, somos soldados!». La legión no aguantó la humillación y pidió volver a su servicio y castigar a los cabecillas del motín, César fingió retirarse, detenerse y meditar para luego prometerles que les daría todo lo ofrecido si le servían una última vez y se negó a castigar a los cabecillas.
Antes de partir dividió las provincias bajo su control entre sus lugartenientes: Sicilia para Aulo Alieno, Acaya para Servio Sulpicio Rufo, Siria para su primo Sexto Julio César, Galia Transalpina para Décimo Junio Bruto Albino y Galia Cisalpina para Marco Junio Bruto.

## Campaña

### Desembarco

Mapa de la campaña de César en África.

El 10 de octubre César salió de Roma. Desde Regio cruzó el estrecho de Mesina hacia Sicilia hasta llegar a Lilibea (23 de octubre). A las ocho jornadas zarpaba con seis legiones romanas y dos mil jinetes.
El 3 de noviembre César desembarcaba en Adrumeto, pero como no había informado a los capitanes el destino su flotilla se disperso. Tenía apenas tres mil infantes y ciento cincuenta jinetes, principalmente bisoños, aunque con algunas cohortes de veteranos. Solía dar instrucciones selladas a los capitanes, para que supieran el destino una vez zarparan, pero como no había puerto útil no les dio orden clara.
César construyó un castra (campamento) cerca de Adrumeto, donde la guarnición pompeyana mandada por Cayo Considio Longo, equivalente a dos legiones y setecientos jinetes, más tres mil númidas traídos por Cneo Piso, ocupaban las almenas y puertas, unos trece mil soldados. Como los cesarianos eran muy pocos, la urbe estaba en una colina y tenía fuertes muros y la caballería pompeyana podía atacarlos por detrás si atacaban, el legado Lucio Munacio Planco intento sin éxito convencer a Longo que se rindiera. Aunque sus barcos iban llegando, César envió diez buques a buscar a los extraviados, también envió otros por suministros a Sardinia y Sicilia. Por suerte, Metelo Escipión y su ejército se habían alejado de la costa para unirse a Juba en Útica.

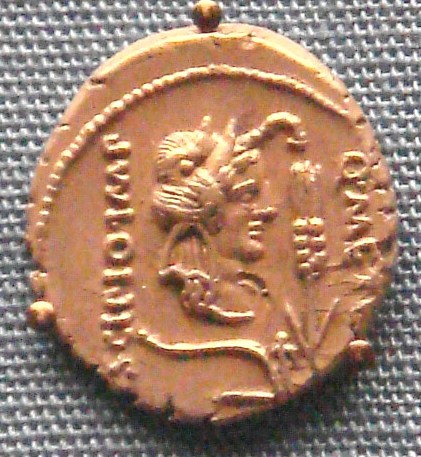
Denario de Escipión.

Durante una inspección, cuando volvía al campamento, César fue atacado por dos mil jinetes númidas que salieron de la ciudad. Sus treinta jinetes galos les plantaron cara e hicieron volver a la urbe. Finalmente, Tomó rumbo a Ruspina (Monastir). Durante la marcha llegó a Leptis Minor (Lemta), a la que bloqueo las puertas e hizo construir un campamento en la costa cercana. El mismo día los habitantes abrieron las puertas y César prohibió cualquier saqueo (5 de noviembre). Dos días más tarde, dejó seis cohortes y el bagaje allí a cargo de Lucio Hostilio Saserna, ocupó Ruspina sin resistencia con nueve mil soldados organizados en una legión y requisó provisiones. Tras dejar a Publio Hostilio Saserna, hermano de la anterior, a cargo de la villa, siguió al puerto con siete cohortes veteranas, pasando la noche embarcado en su flotilla. Durante esos días, el resto de su escuadra seguía llegando a Leptis y Ruspina hasta completar todo el contingente.
La superior caballería númida le permitía a los pompeyanos controlar la provincia y entablar en varias escaramuzas a las partidas buscadoras de suministros cesarianas. Las legiones del caudillo se vieron obligadas a lavar algas marinas con agua dulce y mezclarlas con pasto para alimentar a sus animales. Desde Sardinia y Sicilia lograron traer madera, hierro y plomo para fabricar máquinas de asedio y trigo, pues en África la cosecha había sido mala por los tributos de granos y levas de campesinos hechas por los pompeyanos. César saqueo los campos, forzando a los habitantes a refugiarse en las ciudades pompeyanas. También exigió tributos a los terratenientes y guardó el grano con sus guarniciones. En respuesta, Catón enviaba escuadras a capturar o quemar los navíos de suministros extraviados.

### Ruspina
El 8 de noviembre se detectaron exploradores pompeyanos en las cercanías. Eso llevó a que César volviera a Ruspina pero después debió salir con treinta cohortes por comida. Poco después se le sumaron cuatrocientos jinetes y ciento cincuenta arqueros. Con los arqueros al frente, caballería en las alas y legionarios en el centro enfrentó a Labieno, cuya infantería fue derrotada en el centro pero su superior caballería pudo copar a la cesariana. Pronto, los cesarianos fueron rodeados en un círculo bajo una lluvia de jabalinas númidas, pero su comandante les hizo formar una larga línea y cargar adelante y atrás para separar al enemigo y poder retirarse. Cuando Petreyo y Piso llegaron, volvieron a formar un círculo y aguantaron hasta que las jabalinas enemigas se agotaron, entonces cargaron y dispersaron a sus rivales. Durante la noche pudieron volver a Ruspina.
En vez de seguir el consejo de Catón, de retirarse al interior para atraer a César, alejándolo de la costa a un terreno hostil, Escipión salió de Utica dejando una fuerte guarnición y llegó a Adrumeto el 13 de noviembre, uniéndose a Labieno y Petreyo, guarneció esta última ciudad y Tapso, empezó a entrenar a sus elefantes, e intentando bloquear a César en Ruspina de forma similar a lo que el propio caudillo intento hacerle a Pompeyo en Dirraquio desde el día 18. Los cesarianos empezaron a sufrir al no poder conseguir alimentos, pues ningún barco llegaba a su puerto, ni agua dulce para sus animales. Al mismo tiempo, Labieno intentaba asaltar Leptis con jinetes celtas y germánicos, pero Saserna con 3 cohortes, catapultas y escorpiones lo derrotaba. El 20 de noviembre, Metelo Escipión se sintió fuerte y presentó batalla a su enemigo cerca de Ruspina, pero César, considerándose en debilidad, se negó. En cambio, se preparó para resistir lo que creía un seguro asalto pompeyano a sus posiciones, esperando hacer sufrir con una lluvia de proyectiles y contraataques de su caballería al enemigo mientras esperaba la llegada de refuerzos.
Durante ese bloqueo, numerosos desertores pompeyanos, númidas y getulos se presentaron en el campamento cesariano diciéndole que muchos de ellos tenían una buena opinión de él, pues recordaban las historias de sus padres sobre lo piadoso que fue con ellos el tío político de César, Cayo Mario, durante la guerra de Jugurta. El caudillo les dejó irse y volvieron a sus tierras hablando bien de él. También tenía muchos desertores en el campamento pompeyano, así le llegaron noticias que el pueblo de Acilla (el Alia, al sur de Tapso) pedía su protección. César envió a Cayo Mesio con tres cohortes, pero enterado, Longo salió de Adrumeto con ocho propias e intentó llegar primero al pueblo. Mesio se adelantó y llegó el 23 de noviembre, por lo que Longo intento tomarlo y con los jinetes de Labieno cerco Acilla. Poco después se retiró vencido. Tres días después, llegaron a Ruspina los granos que Cayo Salustio Crispo recolecto en la isla de Cercina y las legiones XIII y XIV. César también empezó a recibir suministros de los pueblos cercanos, sumó numerosos desertores enemigos a su ejército y envió seis transportes a Lilibea por más tropas, mientras Catón enviaba a Escipión refuerzos que eran principalmente africanos, libertos y esclavos.

### Ucita
El 27 Escipión se retiraba al oeste de Ucita o Uzita, una villa ubicada en una llanura tierra adentro, rodeada de colinas, atravesada por un río y ubicada muy cerca de Ruspina. Mientras, el 30 de noviembre César ocupaba posiciones en las colinas al oeste de Ucita, cerca de la costa e impidiendo que Escipión pudiera acercarse a Ruspina o Leptis.
Desde el 1 de diciembre, el caudillo comenzó las obras para fortificar el camino que llevaba hacia la costa Labieno marchó a detener las obras con su caballería en primera línea e infantería detrás, haciendo un rodeo para evitar a la línea de César y atacar a los hombres que trabajaban detrás. César envió la caballería de su ala izquierda para interceptarlos, haciendo huir a los jinetes númidas pero la caballería pesada celta y germánica resistió hasta que fue rodeada. Ante esta derrota, las legiones de Escipión de desmoralizaron y volvieron a su campamento. Para el 4 de diciembre, las obras estaban listas y todos los cesarianos se retiraron tras las trincheras, al día siguiente su caudillo los hizo salir y ofrecer batalla en la llanura; Metelo Escipión formó con su caballería con los elefantes en primera línea con la infantería detrás dividida en dos alas separadas por Ucita en medio, pero no aceptó combatir. El mismo día se produce una tormenta que destruyó muchas obras de los campamentos y desmoralizó a las tropas. Esto llevó a Escipión a pedir con urgencia a Juba que le trajera con refuerzos. El rey africano llegaría el 20 de diciembre con un numeroso aunque indisciplinado ejército. El romano y el monarca construyeron campamentos separados pero cercanos y de inmediato se iniciaron las discrepancias sobre quién estaba al mando. De todas formas, al día siguiente ofreció batalla al caudillo pero este se negó a combatir en unas condiciones que consideraba desfavorables.
El 24, César se aproximó a las posiciones de Labieno, que estaban fortificadas sobre una colina al este, pero debió atravesar la llanura intermedia. Ahí, en una arbolada estaba Labieno, quien cargó con su caballería sobre el flanco de César. Al mismo tiempo, detrás de la colina donde tenía su campamento, Labieno había ocultado otra porción de sus jinetes, que cargaron sorpresivamente sobre el otro flanco cesariano. El segundo cuerpo de caballería pompeyana fue dispersada y el resto debió retirarse.
Este evento convenció a César de buscar una forma más segura de aproximarse a Ucita. Poco después, el 26 de diciembre, fortificó la colina más cercana a Ucita que estaba bajo su control y empezó a construir dos líneas de trincheras en dirección hacia la ciudad atravesando la llanura con la intención de impedir ataques númidas. Luego, cuando estaba lo suficientemente cerca hizo construir un nuevo campamento más cercano a la villa. Apoyo las posiciones con catapultas y escorpiones. Durante los trabajos hubo numerosas escaramuzas hasta el gran ataque que hicieron la caballería e infantería ligeras pompeyanas el día 29. César consiguió reunir unas pocas cohortes para proteger sus líneas y con un brillante movimiento, su caballería contraatacó y puso en fuga a los númidas. Después de este nuevo fracaso, numerosos jinetes y la mayoría de los soldados de las IV y VI legiones pompeyanas desertaron. Poco después llegaron las veteranas legiones IX y X. Para entonces, César mandaba cinco legiones de veteranos y otro tanto de reclutas y esperaba más tropas de Sicilia, mientras Escipión y Juba habían debido dividir su ejército, garantizando a ambos bandos igualdad de fuerzas.
El 3 de enero del 47 a. C., César hizo mover cinco legiones al segundo campamento mientras numerosos infantes y un millar de jinetes pompeyanos desertaban para unírsele. Cuatro días más tarde, Escipión salió a presentar batalla en la llanura al sur de la villa, dejando en Ucita una gran guarnición que llegado el momento podía cargar contra César para decidir la batalla. Los romanos estaban en primera línea y los númidas como reserva, esperando usar su superior caballería para flanquear al enemigo y dejando los elefantes en las alas. César salió a enfrentarlo formando las IX y X legiones a la izquierda, las XIII, XIV, XXVI y XXVIII en el centro y las XXIX y XXX derecha, más una tercera línea formada por veteranos concentrándose en la izquierda y la V detrás de la caballería en ese sector, pues esperaba el ataque principal de sus enemigos, en un intento de envolverlo. Como en condiciones similares, el caudillo se mostró prudente y no atacó sin estar seguro de tener ventaja. Cuando llegó el atardecer ambos bandos se retiraron, pero se dedicaron a construir trincheras más próximas a las posiciones contrarias.

### Teggea
En Utica, Publio Atio Varo se enteró de que las VII y VIII legiones venían de Sicilia y se decidió interceptarlas saliendo con cincuenta y cinco navíos hacia Adrumeto. César había desplegado a Pontio Aquila con trece barcos en los mares de dicha ciudad y a Lucio Cispio con otros veintisiete en Tapso, su misión era vigilar las costas y escoltar a los transportes. La flota que transportaba las tropas tenía problemas de disciplina por la falta de suministros y por desertores y Varo lo sabía. La mayoría se dirigía a Leptis tras no poder desembarcar sus hombres en Adrumeto o Tapso. Durante la noche se burló a Aquila y Cispio, atacando el 9 a los transportes que encontró ahí, quemándolos a todos y capturando dos galeras. César se enteró en Ucita y galopó a Leptis, que estaba muy cerca, donde reorganizó a las galeras restantes y les ordenó sumarse a Aquila, quien estaba frente a Ruspina, y enfrentar a Varo, quien volvía a Adrumeto. Capturaron un trirreme enemigo y recuperaron una galera. En el último puerto, los cesarianos atacaron durante el día siguiente, quemando los transportes que estaban afuera y capturando una galera. Después ordenó a Cispio y Aquila bloquear Adrumeto y Tapso respectivamente.  Las legiones VII y VIII llegaron el día 11.
A la mañana del 12, César volvió a Ucita, donde envió a dos legiones y caballería a recolectar comida porque los campesinos de la región ocultaban su producción. Labieno dirigió su caballería secretamente por las colinas del oeste hacia el sur y después al este y finalmente al norte, hacia la posición de César tratando de evitar su detección pero desertores informaron al caudillo. Se encontraron en Tegea, en una planicie entre dos colinas, pero entonces aparecieron las otras ocho legiones cesarianas con importante caballería para atacar por detrás a Labieno, quien apenas pudo retirarse tras perder quinientos hombres.
César había tomado grandes precauciones y hecho grandes trabajos para enfrentar a Escipión en ventaja sin resultados, sin embargo, tenía importantes guarniciones en Ruspina, Leptis y Acilla y bloqueados por mar a Tapso y Adrumeto. Decidió abandonar Ucita el 14 de enero hacia la costa, a Agar o Aggar, pueblo vecino de Leptis, acampando en la planicie cercana y encontrando muchos suministros. Escipión decidió moverse a Tegea, construyendo tres campamentos en sus alrededores, estableciendo su caballería númida en las alturas. Después, el 17, envió dos legiones a forrajear al pueblo de Zeta (Borudjine), donde había grandes campos de trigo, pero el caudillo se enteró por un desertor. Quería que los pompeyanos pasaran hambre así que secretamente marchó sobre el pueblo y capturó a su guarnición y su comandante, Cayo Minucio Regino. Dejó su propia guarnición a cargo de Cayo Opio, preparándose para atacar a las legiones enemigas pero entendió que era una distracción y Escipión se preparaba para atacar su campamento. El caudillo se retiró pero debió pasar muy cerca del campamento pompeyano, lo que fue detectado por Labieno y Afranio, quienes atacaron cerca de donde actualmente está Djemmal. César respondió formando sus legiones de forma defensiva y preparando a su caballería, por lo que los pompeyanos se retiraron. Volvió a iniciar la marcha pero el contrincante volvió a atacar y debieron parar nuevamente, finalmente, viendo que estaban en un terreno sin agua ni abrigo decidieron retirarse quemando el bagaje. Los cesarianos aguantaron los ataques y Labieno se retiró herido. Mientras, Escipión estaba en Zeta pero decidió retirarse. César salió de Agar para presentar batalla a Escipión el 19 y 22 de ese mes, pero su contrincante no aceptó.
El 23 de enero César atacó Sarsura, cerca de Tegea, y mató a toda la guarnición, incluido al comandante Publio Cornelio. Dejó de guarnición trescientos soldados de cada legión. Escipión observó esto pero se negó a intervenir. Un día después ocupaba Tysdra o Thysdrus y el 26 volvía a Agar. Entonces muchos africanos se estaban rebelando contra la cruel administración pompeyana, Los habitantes de Thabena se rebelaron contra Juba, masacraron a la guarnición real y pidieron protección a César, quien les envió de refuerzo a Marcio Crispo con tres cohortes. El 27 de enero desembarcaban en África más de cuatro mil refuerzos cesarianos. Por último, el 31 de enero, en Tegea, cerca del campamento pompeyano, se dio una escaramuza de caballerías donde los cesarianos se impusieron. César ofreció batalla pero de nuevo le fue negada.

## Ejércitos enfrentados

### Cesarianos
La fuerza inicial de César era de unas cuatro legiones de reclutas y dos de veteranos (muy mermadas), unos veinte mil legionarios y dos mil jinetes. Cuando zarpó, César dejó instrucciones al pretor Alieno, que le enviaran refuerzos a medida que fuera llegando a la isla. Así hizo crecer su ejército a los veinticinco mil o menos de treinta mil cuando combatió en Ruspina. Nuevos contingentes le siguieron llegando de Lilibea, primero las legiones XIII y XIV con ochocientos jinetes galos y mil arqueros y honderos (26 de noviembre). Después IX y X (31 de diciembre), un tercer contingente formado por la VII y VIII (11 de enero) y por último, cuatro mil legionarios, cuatrocientos jinetes y mil arqueros y honderos (27 de enero).
Por último, después de un fallido ataque a las posiciones de César en Ucita el 29 de diciembre, gran parte de los soldados de la IV y VI legiones pompeyanas con un numeroso contingente de caballería se pasaron al bando cesariano. Desde el comienzo de la campaña Escipión vio desertar a gran cantidad de soldados y oficiales, en total, el equivalente a unas dos legiones que se pasaron al enemigo.
Estimaciones modernas sobre el número de cesarianos en el campo de batalla hay muchas. El historiador militar estadounidense Theodore Ayrault Dodge afirmaba que debían ser unos cuarenta mil, algo apoyado por su compatriota Spencer Tucker, mientras el sociólogo Randall Collins de 35 000. El británico Nic Fields estima en veinte mil legionarios, mil doscientos jinetes y dos mil arqueros y honderos. La historiadora Hilary Swain dice que son treinta y cinco mil los primeros, cuatro mil los segundos y dos mil los terceros y cuartos.

### Pompeyanos

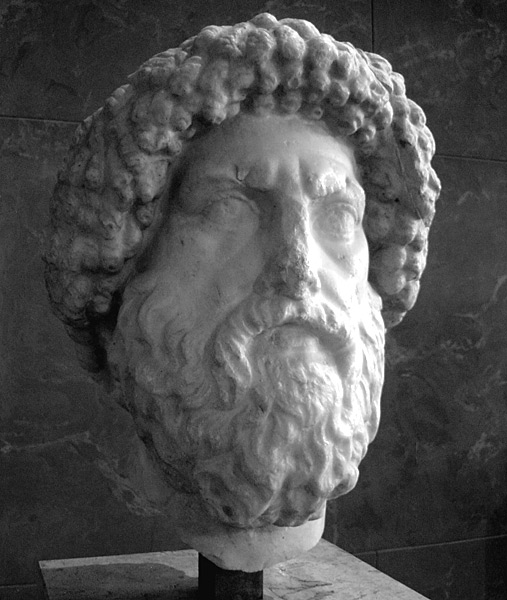
Busto de Juba I

Los pompeyanos habían logrado reunir una infantería equivalente a ocho o diez legiones romanas, ocho de ellas formadas por refugiados y conscriptos, apoyadas por veinte mil jinetes africanos. Poseían muchas escuadras con cincuenta y cinco galeras de guerra mandadas por Publio Atio Varo, Marco Octavio y Quinto Nasidio para controlar las costas africanas y sicilianas.
El aporte de Juba consistía en treinta mil infantes, numerosos lanceros y veinte mil númidas montados. Estos últimos exigían un alto sueldo para servir como mercenarios. Otras fuentes dicen que el ejército númida equivalía a cuatro o seis legiones de infantería propia entrenada y armada a la manera romana, apoyada por numerosos infantes ligeros y jinetes. Apiano dice que Escipión tenía treinta elefantes de guerra y Juba sesenta, pero De bello Africo dice que eran ciento veinte en total. Suetonio, para indicar como César animaba a sus tropas no minimizando sino que exagerando el número de enemigos, menciona que cuando sus legionarios estaban muy nerviosos por la enorme hueste de Juba I les dijo: «Debo informarles que en muy pocos días el rey [Juba I] estará aquí con diez legiones, treinta mil caballos, cien mil infantes ligeros y trescientos elefantes».
Según Tucker, al comienzo de la campaña, las legiones reunidas por los pompeyanos debían sumar unos cincuenta mil soldados que se duplicaban con el ejército traído por Juba.
Las fuerzas pompeyanas se vieron mermadas cuando el príncipe de Mauritania, Boco II, atacó la capital númida de Cirta. Juba debió enviar la mayoría de sus tropas a defender la ciudad al mando del general Saburra, quien resultó vencido y muerto, dejando tres legiones, ochocientos jinetes, un incierto número de infantes ligeros y treinta de sus elefantes. Además, sufrieron numerosas deserciones desde que desembarcó César, tantas que el día de la batalla decisiva, Metelo Escipión contaba con solo ocho legiones romanas y tres mil jinetes, aparte de los contingentes de Labieno y Petreyo, que sumaban doce mil jinetes, arqueros, infantes ligeros númidas y un pequeño contingente de caballería pesada gala y germánica. Según Apiano, en total, los pompeyanos contaban con ochenta mil combatientes cuando se dio el combate decisivo. Los elefantes habrían sido sesenta ese día.
Historiadores modernos, los rebajan a sesenta mil, como Tucker, y aún más, treinta o cuarenta mil, como Collins. Fields los desmenuza en veintiocho mil legionarios y doce mil jinetes aliados o mercenarios. Swain habla de ocho legiones romanas y seis de infantes númidas apoyadas por tres mil jinetes romanos y quince mil númidas. Historiadores modernos sostienen que los jinetes númidas en la batalla eran siete mil y muchos auxiliares eran de Cilicia.

## Batalla

### Asedio
En la noche del 3 de febrero César salió secretamente de Aggar a Tapso (Ras Dimas), ciudad que comenzó a asediar a la mañana siguiente. Instaló su campamento en las cercanías e hizo construir dos sistemas de empalizadas y trincheras. Una circunvalación para aislar la ciudad e impedir que le llegaran suministros por tierra, y una contravalación para impedir la llegada de refuerzos. Las obras quedaron listas en uno o dos días. La pérdida de este puerto era algo inaceptable para Escipión y marchó a dar batalla.
Tapso era una antigua ciudad púnica situada sobre una colina rodeada por una planicie. Poseía tres muros defensivos fuertes y un puerto natural. Para llegar a ella uno por tierra se debía hacerlo desde el oeste y sur por dos estrechos corredores que había entre el mar y una laguna salobre, hoy llamada Sebka di Moknine. Contaba con una fuerte guarnición dirigida por el pretor Cayo Virgilio, quien realizó dos incursiones marítimas contra transportes cesarianos extraviados en las cercanías. La primera fue un fracaso pero la segunda logró capturar algunos.
Escipión salió de Tegea el 4, llegando un día más tarde al sur de Tapso, donde hizo construir dos campamentos, uno para Afranio y otro para Juba. Los pompeyanos trataron de avanzar por el corredor meridional hacia la ciudad, pero César había previsto ese riesgo y lo había bloqueado construyendo un campamento guarnecido por tres cohortes. Metelo Escipión tuvo que bordear la laguna para acercarse a la urbe desde el oeste por el otro corredor al día siguiente.
Prudente, hizo construir dos campamentos para él y Juba al norte de la laguna. Al comenzar el 6, comenzó a construir un tercer campamento, esta vez mucho más cerca de las posiciones de César. El caudillo no podía permitir tal proximidad del enemigo y resolvió atacarlo inmediatamente, dejando dos legiones al mando del procónsul Lucio Nonio Asprenas a cargo de continuar el asedio. La mitad de su escuadra siguió bloqueando el puerto, pero la otra se acercó por la costa a las posiciones pompeyanas.

### Combate

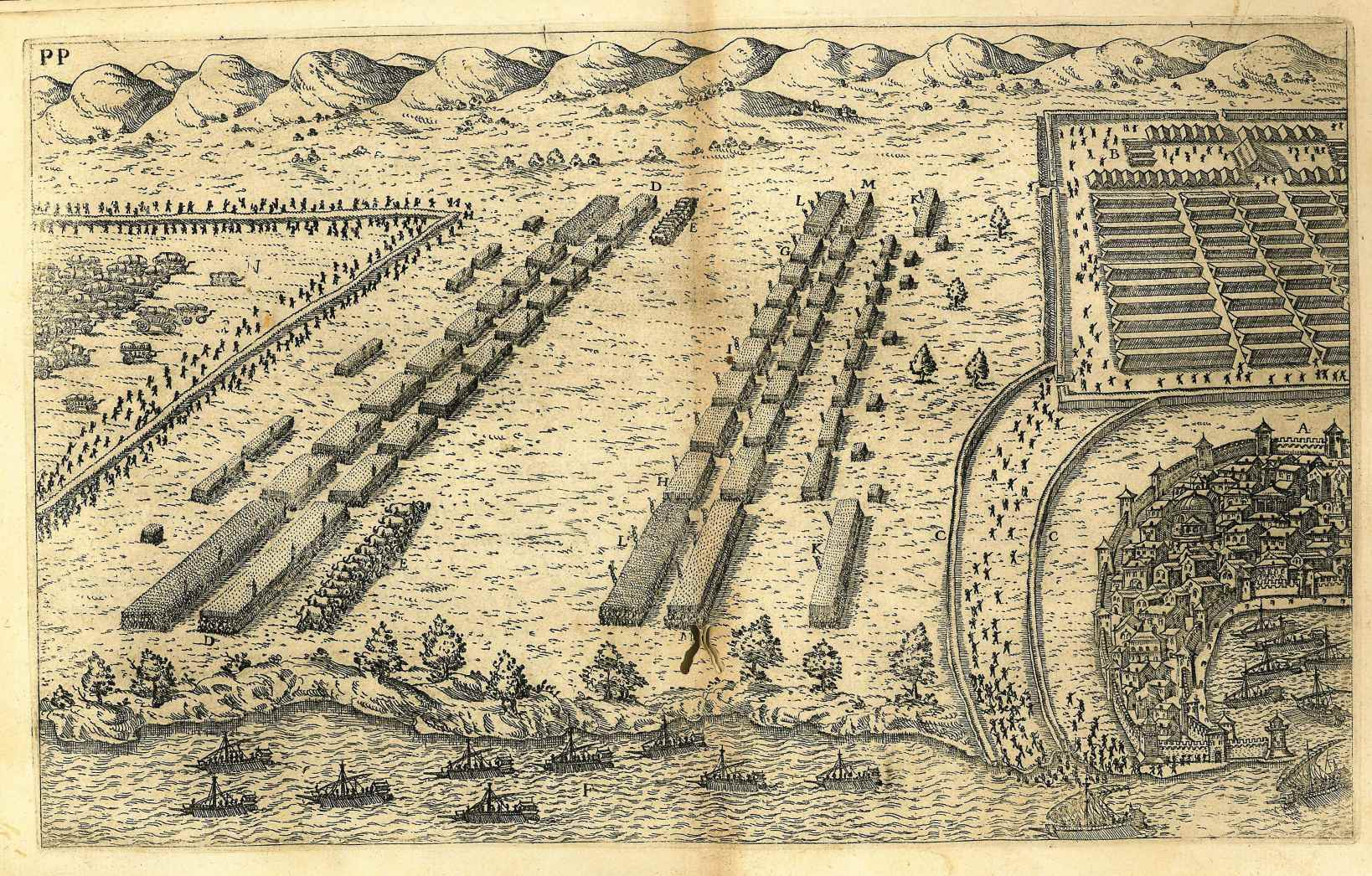
Esquema de la batalla del basado en una obra de Andrea Palladio

Por entonces, Metelo Escipión aún no había acabado de construir el nuevo campamento, quedando su tercera línea de trincheras incompleta. Esto solo animo a los legionarios cesarianos a atacar. En cambio, el caudillo prefería combatir una vez tomada Tapso. Los pompeyanos formaron a sus elefantes e infantería ligera dando apoyo en los flancos, con la caballería númida concentrada en el ala izquierda, llegando casi hasta la playa, y los demás jinetes en la derecha. Sus hombres estaban nerviosos porque las obras estaban a medio hacer.
Comprendiendo el peligro de los elefantes para sus flancos, César hizo apoyar a su caballería con grupos intercalados de arqueros y honderos y una cuarta línea de cinco cohortes de la V legión en cada ala. La VII y X estaba en la derecha de su formación y la VIII y IX en la izquierda, otras 5 legiones de reclutas se ubicaron en el centro.
Finalmente, la X legión atacó sin esperar la orden y pronto toda la línea la siguió, forzando a César a aceptarlo como un hecho consumado. La carga de los elefantes fue recibida por una lluvia de flechas y piedras que los hizo darse vuelta y chocar contra sus propias líneas. Su piel era demasiado gruesa para herirlos pero los animales se asustaron. Las cohortes de la V resistieron con tal valor que César concedería a esa legión un elefante como su estandarte.  Por entonces, las infanterías chocaron pero los pompeyanos lograron resistir muchas horas hasta la tarde, cuando su derecha empezó a retroceder hacia el campamento inacabado, seguida del centro y finalmente toda la línea. A la vez, los jinetes cesarianos derrotaron a sus pares y llegaron al campamento. Unos pocos pompeyanos intentaron defender la posición pero fueron asesinados. Muchos fueron masacrados dentro del campamento y los que salvaron huyeron al campamento que uso Escipión la noche anterior.
Metelo Escipión, Labieno, Afranio y otros generales ya habían huido y Juba se había refugiado en su propio campamento. En el antiguo campamento de Escipión algunos oficiales intentaron organizar a los fugitivos para una defensa, pero no había como controlarlos. Perseguidos sin piedad, ya vencidos, los pompeyanos intentaron rendirse pero fueron masacrados aunque César era capaz de ver como suplicaban misericordia. Esto fue extraño en él, durante la guerra civil se mostró benevolente con sus enemigos, por lo que algunos creen que pudo sufrir un ataque de epilepsia durante la batalla y no sabía cuando esta había terminado. Otra posibilidad es que simplemente sus soldados estaban demasiado descontrolados para obedecer (habían comenzado la batalla por iniciativa propia, no por órdenes). Los prisioneros de rango consular o pretorial fueron ejecutados y muchos de sus pares se suicidaron antes de ser capturados. Pronto era dueño de los tres campamentos enemigos. Para la noche la batalla había acabado y el enemigo estaba dispersado. Escipión dejó todo a cargo de Afranio y huyó en uno de los 20 navíos que tenía en la costa cercana.
Los defensores de Tapso, comenzada la batalla, hicieron una salida por la puerta más cercana al mar, intentando llegar a un islote cercano por aguas poco profundas, pero los siervos del campamento empezaron a arrojarles jabalinas y piedras, así que volvieron a la urbe. Tras la victoria, César le ofreció su clemencia a Virgilio pero no hubo respuesta. Decidió dejar el asedio a cargo de Cayo Caninio Rébilo con tres legiones, envió a Cneo Domicio Calvino con otras dos a asediar a Longo en Thysdrus (El Djem) y puso rumbo a Útica. Adrumeto y Ucita se rindieron pocos días después, el 10 y 11 de ese mes respectivamente.

## Consecuencias

### Bajas
Plutarco dice que las bajas pompeyanas fueron de unos cincuenta mil muertos y las cesarianas apenas cincuenta. De bello Africo reduce los vencidos muertos a diez mil pero concuerda con Plutarco en las bajas de los vencedores. Se capturaron sesenta y cuatro elefantes con torres y arneses. El sociólogo estadounidense Pitirim Sorokin indica en sus estudios que cada campaña dejaba una media de 5 % de muertos entre los efectivos involucrados, estima que los romanos muertos de ambos lados sumaron cuatro mil.

### Suicidio de Catón

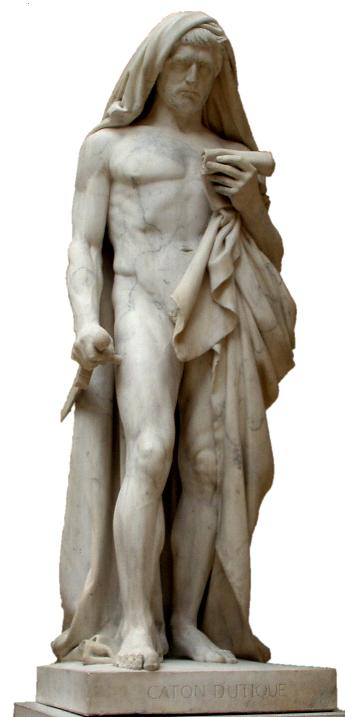
Estatua de Catón el Joven. Obra de Jean-Baptiste Roman, quien la comenzó en 1832, acabada por François Rude en 1840.

Catón no había participado de la batalla por estar en Utica. Las noticias de la derrota llegaron tres días después de la batalla, cuando César estaba en camino. Después de infructuosamente intentar convencer a los trescientos nobles que le ayudaron que liberaran y armaran a sus esclavos para defender la ciudad, comenzó una huida general. Catón cedió todos los barcos a los nobles y cuando los residentes se ofrecieron a pedir clemencia ante César por su vida, él rechazo la ayuda.
Los jinetes pompeyanos sobrevivientes huyeron a Parada, pueblo que ya se había enterado de su derrota y se negó a darles refugio, por lo que fue saqueado. Poco después llegaron a Utica, donde muchos de los habitantes les atacaron, comenzando un terrible saqueo que Catón no pudo contener hasta que los sobornaron este último y Fausto Cornelio Sila. Según Apiano, el 12 de febrero, después de bañarse fue a cenar con sus familiares y amigos, Catón conversó sobre los vientos y dónde estarían mañana, cuando arribara César. Después dijo que iría a dormir, abrazó fuertemente a su hijo (de igual nombre) y pidió una daga para protección. Tras leer el Fedón de Platón se apuñaló en el vientre. Sus compañeros escucharon su gemido y gracias a los médicos se pudo hacer entrar sus intestinos, aún ilesos, dentro y coser la herida. Al despertar les pidió perdón por su intento de suicidio, les agradeció haberlo salvado y fingió dormir. Cuando sus acompañantes se retiraron, se quitó el vendaje sin hacer ruido, reabrió su herida y se saco las viseras hasta morir. Los habitantes de la urbe le dieron un gran funeral. Al enterarse, César exclamó: «¡Oh Catón, envidio tu muerte, igual que tú me has envidiado la gloria de haberte salvado la vida».
Sila huyó con algunos fieles a Numidia, mientras el cuestor Lucio César pedía clemencia por Útica al caudillo. El 16 de febrero César acampó frente a la ciudad tras llegar al anochecer y solo entró a la mañana siguiente. Convocó una asamblea, agradeció a sus partidarios pero se pronunció con dureza contra los trescientos nobles pompeyanos y los comerciantes que apoyaron a Metelo Escipión. Muchos tuvieron que pagar grandes fortunas para salvar la vida. La ciudad y el hijo de Catón son perdonados, pero muchos nobles que hicieron de senadores fueron ejecutados. También capturó a la hija de Pompeyo Magno y sus dos hijos pero los envió con Cneo.

### Final de la campaña
Juba y Petreyo pactaron un duelo a muerte, el vencedor fue el monarca, quien pidió a un esclavo que le diera muerte. Después de reunirse en Zama con los africanos el 6 de marzo, César confiscó todos los bienes de Juba y los ciudadanos romanos que lucharon contra él, anexó Numidia y nombró gobernador a Salustio. También exigió un tributo a los comerciantes pompeyanos de Tapso y Adrumeto de ciento treinta mil sestercios.
Escipión fue interceptado por una tormenta, debiendo buscar refugio en Hipona, donde se encontró la flota del aventurero cesariano Publio Sitio Nocerino; superados en número, los pompeyanos son rodeados y sus naves empiezan a ser hundidas, viendo todo perdido se apuñaló con su espada y se lanzó al mar. Longo se retiró de Thysdrus, pero sus auxiliares getulos se amotinaron, le robaron y se dispersaron. Virgilio terminó por rendirse. Afranio y Sila huyeron con mil jinetes a Mauritania, pero fueron capturados y asesinados por sus propios soldados.
César dejó Utica el 14 de abril, en dos días llegó a Caralis, en Sardinia, donde estuvo otros once. Entró a Roma el 25 de mayo. En Hispania la situación solo empeoró. Las legiones acuarteladas allí se sublevaron y Cneo aprovechó para ganarse su lealtad y llamar al resto de los pompeyanos sobrevivientes. Faltaba una gran batalla más: Munda.

### Antiguas
- Desconocido. De bello Africo (DBA). Digitalizado por UChicago. Basada en traducción latín-inglés por A. G. Way, Loeb Classical Librery, 1955. En latín en The Latin Library.
- Apiano. Las guerras civiles, libro 2, volumen 14 de Historia Romana. Digitalizado en UChicago. Basada en traducción de latín-inglés por Horace White, Loeb Classical Librery, 1913.
- Plutarco. Vida de César. Digitalizado en  UChicago. Basada en traducción de latín-inglés por Bernadotte Perrin, volumen VII de la Loeb Classical Librery, 1919.
- Suetonio. El divino Julio César. Parte de Vidas de los doce césares. Digitalizado por UChicago. Basado en traducción latín-inglés por J. C. Rolfe, Loeb Classical Library, 1913. Véase también versión digitalizada por Perseus. Basado en edición y traducción latín-inglés por J. Eugene Reed  & Alexander Thomson, Filadelfia: Gebbie & Co., 1889.

### Modernas
- Bunson, Matthew (2009). Encyclopedia of the Roman Empire. Nuevo York: Infobase Publishing. ISBN 978-1-43811-027-1.
- Collins, Randall (2009). Violence: A Micro-Sociological Theory. Oxford: Princeton University Press. ISBN 978-0-691-13313-3.
- Dodge, Theodore Ayrault (1900). Caesar: a history of the art of war among the Romans down to the end of the Roman empire, with a detailed account of the campaigns of Caius Julius Caesar. Boston: Houghton, Mifflin & Company.
- Fields, Nic (2008). Warlords of Republican Rome: Caesar Versus Pompey. Barnsley: Pen and Sword. ISBN 978-1-78340-364-6.
- Goldsworthy, Adrian (2005). El ejército romano. Ediciones AKAL. Traducción alemán-español Álvaro Ramón Arizaga Castro. ISBN 9788446022343.
- Marin, Pamela (2009). Blood in the Forum: The Struggle for the Roman Republic. Londres; Nueva York: A&C Black. ISBN 978-1-84725-167-1.
- Saddington, Dennis Bain (1982). The Development of the Roman Auxiliary Forces from Caesar to Vespasian: 49 B.C.-A.D. 79. University of Zimbabwe. ISBN 9780869240786.
- Sheppard, Si (2009). César contra Pompeyo. Farsalia. Traducción inglés-español de Eloy Carbó Ros. Barcelona: Osprey Publishing. ISBN 9788447363797.
- Sidnell, Phil (2007). Warhorse: Cavalry in Ancient Warfare. Londres; Nueva York: Bloomsbury Publishing. ISBN 9780826421050.
- Sorokin, Pitirim Aleksandrovich (1962). Social and Cultural Dynamics: FLuctuation of social relationships, war, and revolution. Nueva York: Bedminster Press.
- Swain, Hilary & Mark Everson Davis (2010). Aspects of Roman History 82BC–AD14: A Source-based Approach. Abingdon; Nueva York: Routledge. ISBN 978-0-20385-665-9.
- Tucker, Spencer C. (2009). A Global Chronology of Conflict: From the Ancient World to the Modern Middle East. Santa Bárbara: ABC CLIO. ISBN 978-1-85109-672-5.